# Leopold Karel Voračický z Paběnic
Leopold Karel Voračický z Paběnic (německy Leopold Karl Woracziczky von Babienitz, † 1705 u Asti) byl český šlechtic z rodu Voračických z Paběnic, od roku 1704 s titulem hraběte.

## Život
Narodil se jako syn Jana Lipolta Voračického z Paběnic a jeho třetí manželky Terezie Antonie, rozené z Kaiserštejna. Měl dva vlastní bratry Vojtěcha Ferdinanda a Františka Helfrýda a nevlastního Antonína z otcova druhého manželství.
Sloužil v řadách císařské armády. Zemřel roku 1705 v boji jako velitel granátníků poblíž Asti v Piemontsku.